# John Shaw
John Shaw (Mountmellick, 1773 – Filadelfia, 17 settembre 1823) è stato un militare statunitense, che prese parte alla Quasi-guerra contro i francesi, alla Prima guerra barbaresca, alla Guerra del 1812 contro gli inglesi e alla Seconda guerra barbaresca contro il Bey di Algeri. In quest'ultimo conflitto fu comandante della fregata United States.

## Biografia
Nacque a Mountmellick, contea di Laois, Irlanda, nel 1773,  e si trasferì negli Stati Uniti d'America nel dicembre 1790, stabilendosi dapprima a New York e poi a Filadelfia dove, nel marzo 1791 entrò nella marina mercantile. 
Nominato tenente della marina militare il 3 agosto 1798, prestò servizio dapprima a bordo della nave mercantile requisita Montezuma,  agli ordini del capitano Alexander Murray. che fu assegnata alla squadra navale delle Indie occidentali durante la Quasi-guerra con la Francia. La Montezuma operò nelle Indie occidentali insieme alla Norfolk del capitano Williams e alla Retaliation del Lieut. Comm. William Bainbridge. 
Il 20 ottobre 1799 assunse il comando della goletta Enterprise con cui, nel corso dell’anno successivo, catturò sette navi armate francesi e riprese diversi mercantili americani che erano stati catturati. Nell’ottobre del 1800 fu sollevato dal comando per motivi di salute, dopo che aveva reso l’Enterprise una delle più famose navi della marina americana. 
Durante la Prima guerra barbaresca comandò la fregata da 28 cannoni Adams  operante nel Mediterraneo sotto il Commodoro John Rodgers dal maggio al novembre 1804. Nell’agosto 1807 fu promosso capitano, e tra l’8 e il 10 gennaio 1811 aiutò a sopprimere la rivolta degli schiavi neri avvenuta nel Territorio di Orleans (Florida).
Durante la guerra del 1812  fu uno degli organizzatori della difesa di New Orleans e poi, nel corso del 1814, assunse il comando della fregata United States.

### La seconda guerra barbaresca

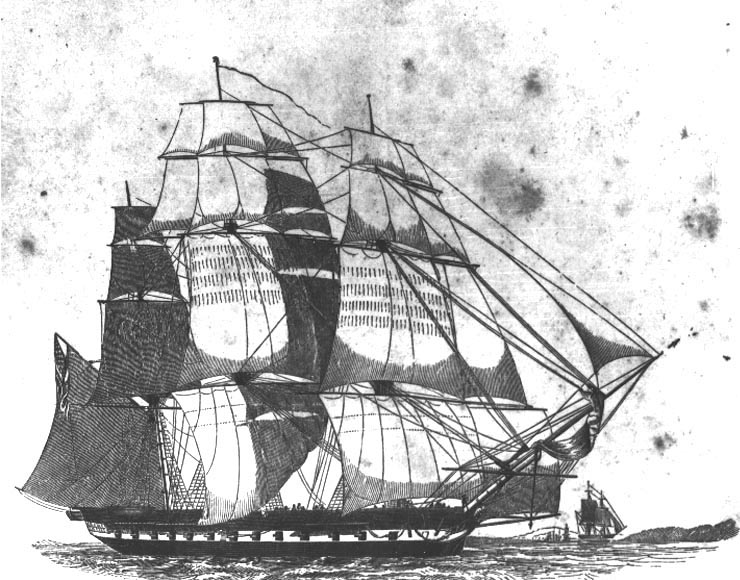
La fregata United States in navigazione.

Subito dopo che gli Stati Uniti ebbero dichiarato guerra alla Gran Bretagna nel 1812, il Bey di Algeri approfittò della situazione per intercettare e catturare navi mercantili americane nel Mar Mediterraneo. Il 2 marzo 1815, su richiesta del presidente James Madison, il Congresso dichiarò guerra agli Stati barbareschi. Furono approntate due squadre navali, una a Boston sotto il comando del Commodoro William Bainbridge, e una a New York sotto il comando del Commodoro Stephen Decatur. La fregata United States fu assegnata alla squadra di Bainbridge, ma a causa delle necessarie riparazioni si trovava ancora in porto dalla fase finale della guerra del 1812, e non fu pronta a prendere il mare quando Bainbridge partì da Boston il 3 luglio. 
L'Enterprise salpò per il Mediterraneo due mesi dopo, sotto il comando del capitano Shaw, arrivando a Gibilterra il 25 settembre. Poco dopo, Shaw apprese che il Commodoro Decatur aveva già firmato un trattato di pace con il Bey di Algeri. La fregata fu prescelta per rimanere in mediterraneo insieme a Constellation, Eire, e Ontario, cui in seguito si aggiunsero John Adams, Alert e Hornet.
Promosso Commodoro comandò la squadra navale composta da Constellation, Java, Erie e Ontario fino a quando non fu sostituito dal parigrado Isaac Chauncey il 1 luglio 1816.
Si spense a Filadelfia il 17 settembre 1823, e la salma fu tumulata nel Christ Church Burial Ground, insieme a quella di Benjamin Franklin e di altri firmatari della Dichiarazione di indipendenza. Il suo epitaffio recita:
Late a captain in the Navy of the U.S.

For courage and humanity

Discipline without rigor

Skill with good conduct

Integrity above suspicion

And honour without a blemish,

He gave to the world a noble spectacle

Of a man who without patronage raised

Himself among men of the highest merit

To be the first rank in the service of

His adopted country

Enjoying the confidence of the Government

Beloved in a rare degree by those

Under his parental command and

Blest with friends of kindred worth and feeling.

He died as he lived

Without fear and without reproach

On the 17th day of September 1823 aged 50 years»
La figlia di Shaw sposò in seguito Francis Hoyt Gregory (1780-1866), un ufficiale della Marina degli Stati Uniti che combatté durante la guerra del 1812 e poi nella guerra civile, raggiungendo il grado di contrammiraglio. L’US Navy ha onorato la memoria di John Shaw intitolandogli due cacciatorpediniere, il DD-68 e il DD-373.
Una delle isole San Juan, situate nello Stato di Washington, porta il suo nome.